# 黎莊夫人
黎莊夫人，西周时期卫国人，黎国国君黎莊公之夫人。
黎莊夫人是衛侯之女，嫁给黎莊公。去了黎国，两人志趣不同，婚后生活不得意。其傅母閔夫人賢，可憐她失意，害怕她被休弃，建议她首先离开：「夫婦之道，有義則合，無義則去。现今不得意，为什么不走呢？」于是作詩：「式微式微，胡不歸？」夫人曰：「婦人之道，从一而终。他雖不适合我，我怎何可以远離婦道。」于是作詩曰：「微君之故，胡為乎中路？」。《毛詩序》，认为这首诗是黎侯寓居衞国，其臣勸他歸国。